# Friedrich Bangert
Friedrich Bangert (* 21. Dezember 1856 in der Ohlenbeck bei Welleringhausen; † 10. Juni 1943 in Korbach) war ein deutscher Unternehmer und Politiker.

## Leben
Bangert war der Sohn des Zimmermeisters Friedrich Bangert (1830–1890) und dessen Ehefrau Christiane, geborene Bangert (1826–1876). Er heiratete am 6. Dezember 1887 in Adorf Johannette Brühne (1863–1932). Er machte eine Lehre im väterlichen Betrieb und besuchte 1873 bis 1874 die Baugewerbeschule in Holzminden. Ab 1888 gründete er ein Baugeschäft, ein Sägewerk, eine Holzhandlung und eine Ringofenziegelei in Korbach. Er hatte zahlreiche Ehrenämter inne. Von 1904 bis 1923 war Bangert Mitglied der Korbacher Stadtverordnetenversammlung. Von 1910 bis 1914 gehörte er dem Landtag des Fürstentums Waldeck-Pyrmont an. Er wurde für den Wahlkreis des Kreises des Eisenbergs gewählt. Am 1. Mai 1933 trat Bangert in die NSDAP ein (Mitglieds-Nr. 2553265).  